# Josef Gerö
Josef Gerö (Maria-Theresiopel, 23 settembre 1896 – Vienna, 28 dicembre 1954) è stato un dirigente sportivo e politico austriaco, presidente dell'Österreichischer Fußball-Bund, vice-presidente della UEFA, e ministro della Giustizia.

## Biografia

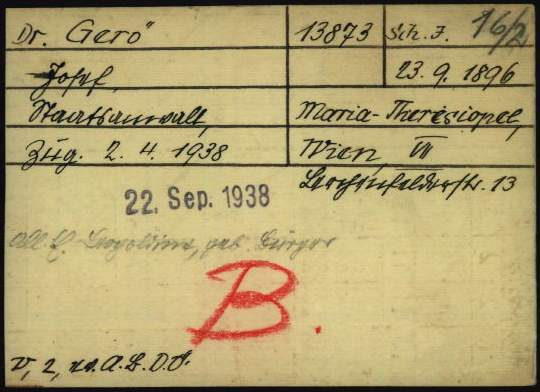
Scheda di registrazione di Josef Gerö come prigioniero nel campo di concentramento nazista di Dachau

Nel 1927 è diventato presidente della Wiener Fußball-Verband, rimandendolo fino all'arrivo dei nazisti. Dopo la guerra, nel 1945 è stato il primo presidente dell'Österreichischer Fußball-Bund, carica che mantenne fino alla morte; il 22 giugno 1954, inoltre, divenne il primo vice-presidente della UEFA.
È stato Ministro della Giustizia due volte, la prima dal 27 aprile 1945 all'8 novembre 1949 e la seconda dal 16 settembre 1952 al 28 dicembre 1954, su proposta del Partito Socialdemocratico d'Austria.
La Coppa Internazionale 1955-1960 fu chiamata in suo onore "Coppa Dr. Gerö".